# Mike Cevallos
Mike Alexander Cevallos Yaguachi (Guayaquil, 22 de junio de 2001) es un futbolista ecuatoriano que juega como delantero centro en el Atlético Antoniano de la Segunda Federación RFEF.

## Trayectoria
Nacido en Guayaquil, emigra a Valencia a los 6 años de edad. Comienza a formarse en el fútbol en el C. D. Dénia y Benidorm C. F., antes de unirse al fútbol base del Málaga C. F. en 2016. Tras ir escalando categorías en el club, debuta con el filial malagueño el 29 de septiembre de 2019 al entrar como suplente en los últimos minutos de un empate por 2-2 frente al Antequera C. F. en la Tercera División. Debido a que no contó con grandes oportunidades en el equipo, abandona el club en julio de 2021 tras finalizar su contrato.
El 22 de julio de 2021 se oficializa su incorporación a la U. D. Ibiza para jugar en su filial, el C. F. Sant Rafel, en la nueva Tercera División RFEF. A pesar de ser el máximo goleador del equipo con 14 goles, el filial acaba descendiendo de categoría.
Logra debutar con el primer equipo el 15 de mayo de 2022 al entrar en la segunda mitad en una derrota por 0-4 frente al C. D. Mirandés en Segunda División.
En julio de 2023 se vinculó por una temporada al Beroe Stara Zagora de la Primera División de Bulgaria. Pero a mediados de temporada, vuelve a España, para jugar lo que resta de temporada en El Palo Fútbol Club de la Segunda Federación RFEF. El 4 de julio de 2024, ficha por el Club Atlético Antoniano de la Segunda Federación RFEF.

## Selección nacional
Mike fue llamado por la selección de fútbol sub-20 de Ecuador en septiembre de 2020.

## Estadísticas

### Clubes
Actualizado al último partido disputado el 4 de julio de 2024.
| Club                        | Div.          | Temporada     | Liga  | Liga  | Copas nacionales | Copas nacionales | Copas internacionales | Copas internacionales | Total | Total |
| Club                        | Div.          | Temporada     | Part. | Goles | Part.            | Goles            | Part.                 | Goles                 | Part. | Goles |
| --------------------------- | ------------- | ------------- | ----- | ----- | ---------------- | ---------------- | --------------------- | --------------------- | ----- | ----- |
| Atlético Malagueño · España | 4.ª           | 2019-20       | 6     | 2     | —                | —                | —                     | —                     | 6     | 2     |
| Atlético Malagueño · España | 4.ª           | 2020-21       | 15    | 1     | —                | —                | —                     | —                     | 15    | 1     |
| Atlético Malagueño · España | Total club    | Total club    | 21    | 3     | 0                | 0                | 0                     | 0                     | 21    | 3     |
| C. F. Sant Rafel · España   | 5.ª           | 2021-22       | 36    | 14    | —                | —                | —                     | —                     | 36    | 14    |
| C. F. Sant Rafel · España   | Total club    | Total club    | 36    | 14    | 0                | 0                | 0                     | 0                     | 36    | 14    |
| U. D. Ibiza · España        | 2.ª           | 2021-22       | 1     | 0     | —                | —                | —                     | —                     | 1     | 0     |
| U. D. Ibiza · España        | Total club    | Total club    | 1     | 0     | 0                | 0                | 0                     | 0                     | 1     | 0     |
| F. E. Grama · España        | 5.ª           | 2022-23       | 28    | 6     | —                | —                | —                     | —                     | 28    | 6     |
| F. E. Grama · España        | Total club    | Total club    | 28    | 6     | 0                | 0                | 0                     | 0                     | 28    | 6     |
| Beroe Stara Zagora Bulgaria | 1.ª           | 2023-24       | 17    | 2     | 2                | 0                | —                     | —                     | 19    | 2     |
| Beroe Stara Zagora Bulgaria | Total club    | Total club    | 17    | 2     | 2                | 0                | 0                     | 0                     | 19    | 2     |
| El Palo F. C. · España      | 2.ª F         | 2023-24       | 16    | 3     | -                | -                | -                     | -                     | 13    | 3     |
| El Palo F. C. · España      | Total club    | Total club    | 16    | 3     | -                | -                | -                     | -                     | 13    | 3     |
| Atlético Antoniano · España | 2.ª F         | 2024-25       | -     | -     | -                | -                | -                     | -                     | 0     | 0     |
| Atlético Antoniano · España | Total club    | Total club    | -     | -     | -                | -                | -                     | -                     | 0     | 0     |
| Total carrera               | Total carrera | Total carrera | 119   | 28    | 2                | 0                | 0                     | 0                     | 134   | 31    |
| 1.                          |               |               |       |       |                  |                  |                       |                       |       |       |